# 李志 (明朝)
李志（14世紀—15世紀），湖廣荊州府松滋縣人，明朝政治人物。

## 生平
李志是永樂九年（1411年）辛卯科湖廣鄉試舉人，入國子監讀書，宣德三年（1428年）授山東道監察御史，當時遼東朵顏衛指揮哈剌哈孫沒有朝貢，廷議遣兵攻打對方，他上奏：「古者馭夷狄，來不拒，去不追，現在雖然沒有朝貢，若就此出兵，並非懷遠之道。」事情中止。

## 引用
1. 1 2  同治《松滋縣志·卷九·人物志》：李志，永樂辛卯舉於鄉，拜山東道監察御史，剛毅執法，宣德間遼東朵顏指揮哈剌哈孫朝貢不至，廷議遣兵擊之，志奏曰：「古者馭夷狄，來不拒，去不追，今朝貢雖缺，遽加以兵，非懷遠之道。」遂止。
2. ↑  《明宣宗章皇帝實錄·卷四十八》：（宣德三年十一月）丁丑擢……監生強敏、梁軫、趙敏、郭原、陳懋、程富、張鏞、李志、唐琛皆為監察御史……志行在山東道……